# Bruno Werdelmann
Bruno Wilhelm Werdelmann (* 14. August 1920 in Ratingen; † 12. September 2010) war persönlich haftender Gesellschafter bei Henkel, ein deutscher Hochschullehrer und Stifter.

## Leben
Werdelmann studierte Chemie an den Universitäten München und Bonn. Nach seiner Promotion 1948 arbeitete er zunächst bei der Dreiring-Werke KG in Krefeld. Nach deren Übernahme im gleichen Jahr durch die Henkel-Gruppe wurde er 1959 mit der Leitung der organischen Betriebe der Henkel & Cie GmbH in Düsseldorf-Holthausen betraut. Er war langjähriges Mitglied der Gesamtleitung der Henkel & Cie GmbH und wurde 1969 als Mitglied der Zentralgeschäftsführung berufen. Sechs Jahre später bekam er als Geschäftsführer der Holding das Aufgabenspektrum Forschung und Entwicklung, Produktion und Ingenieurwesen weltweit übertragen. Von 1975 bis 1984 war Bruno Werdelmann persönlich haftender, geschäftsführender Gesellschafter der Henkel KGaA. 1984 wurde er pensioniert.
Ab 1980 war er parallel zu seiner Vorstandstätigkeit zunächst als Lehrbeauftragter dann als Honorarprofessor im Fachbereich Chemie an der Universität Essen tätig. Nach seiner Pensionierung wirkte er für über zehn Jahre als Gastprofessor in Südostasien mit Schwerpunkten in Bangkok, Chiang Mai und Kuala Lumpur.
1984 erhielt er das Große Verdienstkreuz der Bundesrepublik Deutschland insbesondere für seine nationalen und internationalen Umweltschutzaktivitäten. Unter anderen war es in langjähriger Forschungsarbeit gelungen, einen Ersatz für Phosphat in Waschmitteln zu entwickeln. 
Für seine wissenschaftlichen Leistungen und sein außerordentliches Engagement in Südostasien wurde Bruno Werdelmann 1973 mit der Normann-Medaille der Deutschen Gesellschaft für Fettwissenschaft geehrt, 1985 mit der Ehrenmedaille der Düsseldorfer Heinrich-Heine-Universität, und 1993 mit der durch König Bhumibol verliehene Ehrendoktorwürde der Chiang-Mai-Universität, Thailand.
Bruno Werdelmann hat sich für die Zusammenarbeit, den wissenschaftlichen und kulturellen Austausch zwischen Europa und Asien engagiert. Er war langjähriges Mitglied der Deutsch-Thailändischen Gesellschaft in Bonn, der Siam Society in Bangkok sowie der Deutsch-Japanischen Gesellschaft in Düsseldorf.
1990 gründete er die „Professor Werdelmann Stiftung“, die es sich zur Aufgabe gemacht hat, den wissenschaftlichen Nachwuchs im Bereich Chemie finanziell zu fördern sowie Entwicklungs- und Forschungsprojekte zu unterstützen. Er war auch Vorsitzender des Kuratoriums der Professor Werdelmann Stiftung in Essen und Ehrenvorsitzender der Dr. Bruno Wedelmann Foundation an der Chiang-Mai-Universität.
Seit den späten 1960er Jahren sammelte Bruno Werdelmann neben südostasiatischer Kunst leidenschaftlich Netsuke-Figuren. Im Laufe der Jahrzehnte entstand so eine über 1100 Exponate umfassende Sammlung, die er dem museum kunst palast in Düsseldorf vermacht hat.